# Stupasti kaktus
Stupasti kaktus (cereus; lat. Cereus), rod u porodici kaktusa, postrojbina su mu dijelovi Južne Amerike i Zapadna Indija

## Uzgoj
Stupasta biljka, polako raste, a kao odrasla biljka ima grane s mnoštvom cvjetova .Neke vrste cvatu već kao male biljke, a kod drugih se cvjetovi pojave tek kad narastu do 1 m. Traži običnu mješavinu zemlje i dosta vode u toplijim danima.

## Vrste
Postoji 24 priznatih vrsta:
1. Cereus bicolor Rizzini & A.Mattos
2. Cereus fernambucensis Lem.
3. Cereus forbesii C.F.Först.
4. Cereus fricii Backeb.
5. Cereus hexagonus (L.) Mill.
6. Cereus hildmannianus K.Schum.
7. Cereus horrispinus Backeb.
8. Cereus insularis Hemsl.
9. Cereus jamacaru DC.
10. Cereus lamprospermus K.Schum.
11. Cereus lanosus (F.Ritter) P.J.Braun
12. Cereus lepidotus Salm-Dyck
13. Cereus mortensenii (Croizat) D.R.Hunt & N.P.Taylor
14. Cereus pachyrrhizus K.Schum.
15. Cereus phatnospermus K.Schum.
16. Cereus pierre-braunianus Esteves
17. Cereus repandus (L.) Mill.
18. Cereus saddianus (Rizzini & A.Mattos) P.J.Braun
19. Cereus spegazzinii F.A.C.Weber
20. Cereus stenogonus K.Schum.
21. Cereus trigonodendron K.Schum. ex Ule
22. Cereus vargasianus Cárdenas
23. Cereus yungasensis A.Fuentes & Quispe